# Alemannia Aachen/1968 bis 1970
Dieser Artikel beschreibt den Verlauf der zwei Runden 1968/69 und 1969/70 von Alemannia Aachen in der Fußball-Bundesliga. Die Schwarz-Gelben vom Stadion Tivoli wurden in der Saison 1968/69 deutscher Vizemeister. In der Folgesaison 1969/70 landete die Mannschaft aus dem Dreiländereck auf dem 18. Rang und stieg in die zweitklassige Fußball-Regionalliga West ab.

## Vorgeschichte: Ende Oberliga West, vier Jahre Regionalliga, erstes Jahr in der Bundesliga, 1960 bis 1968
Der 1900 von Absolventen höherer Schulen gegründete Verein etablierte sich nach dem Zweiten Weltkrieg als fester Bestandteil in der Oberliga West. Die Alemannia gehörte ununterbrochen vom Debütjahr 1947/48 bis zum Ende nach der Saison 1962/63 der höchsten Liga im Westen an. Trotzdem wurden sie bei der Einführung der Fußball-Bundesliga zur Saison 1963/64 unter umstrittenen Umständen übergangen und nicht für das neue Fußballoberhaus nominiert. Die wegen ihrer schwarz-gelb gestreiften Trikots „Kartoffelkäfer“ genannten Kaiserstädter belegten in der Abschlussrunde der Oberliga West, 1962/63, mit der herausragenden Läuferreihe Jupp Martinelli, Branko Zebec und Christian Breuer im damaligen WM-System unter Trainer Oswald Pfau, den fünften Rang.
Mit 3:13 Punkten war der Start nach acht Spieltagen in diese entscheidende Nominierungsrunde völlig missglückt. Die Hinrunde wurde mit 13:17 Punkten auf dem 11. Rang im Dezember 1962 abgeschlossen. In der Rückrunde steigerte sich das Tivoli-Team aber deutlich, holte 24:6 Zähler und beendete mit 37:23 Punkten auf dem 5. Rang platziert, die Runde. Gegen Meister 1. FC Köln (1:0) und Vizemeister Borussia Dortmund (4:0) wurden in der Frühjahrsserie die zwei Heimspiele gewonnen und am 12. Mai 1963 mit einem 2:1-Heimerfolg gegen Bayer Leverkusen die Runde beendet. Für die Bundesliga wurden aus der Westoberliga der 1. FC Köln, Borussia Dortmund, FC Schalke 04, Meidericher Spielverein und Preußen Münster nominiert; Aachen wurde umstritten wie im Süden Kickers Offenbach nicht nominiert und gehörte ab der Saison 1963/64 der zweitklassigen Fußball-Regionalliga West an.
In einer 20er-Staffel wurde die Alemannia ihrer Favoritenrolle gerecht und holte sich mit sieben Punkten Vorsprung vor dem Wuppertaler SV die Meisterschaft. Jupp Martinelli spielte eine herausragende Runde und holte sich mit 33 Treffern die Torjägerkrone in der Westliga; dies obwohl er im März/April 1964 eine vierwöchige Spielsperre abzusitzen hatte. In der Aufstiegsrunde ging aber alles schief für den Westmeister; bereits im ersten Spiel beim FK Pirmasens verletzte sich Branko Zebec nach 60 Sekunden an der Achillessehne und fiel die gesamte Aufstiegsrunde aus.
Die Schwarz-Gelben legten einen Minusstart nach den ersten drei Spielen mit 0:6 Punkten hin und der Nordvize Hannover 96 stieg überraschend in die Bundesliga auf.
In der zweiten Regionalligarunde, 1964/65, setzte sich überraschend in der Westliga die Mannschaft von Trainer Hennes Weisweiler, Borussia Mönchengladbach, durch und stieg auch in die Bundesliga auf. Vizemeister Aachen scheiterte erneut in der Aufstiegsrunde, setzte aber im DFB-Pokal Akzente. Mit Erfolgen gegen VfL Osnabrück (3:1), Rot-Weiß Oberhausen (1:0), Hannover 96 (2:1) und mit einem 4:3 nach Verlängerung gegen den FC Schalke 04 im Halbfinale, war die Mannschaft um Hermandung, Thelen, Breuer und Martinelli in das Finale eingezogen. Das Endspiel verlor die Mannschaft von Trainer Pfau am 22. Mai 1965 in Hannover mit 0:2 gegen Borussia Dortmund.
In der dritten Regionalligasaison, 1965/66, erzielten die „Kartoffelkäfer“ zwar mit 97 Treffern die meisten Tore, sie verfehlten aber den erneuten Einzug in die Bundesligaaufstiegsrunde mit zwei Punkten Rückstand zu Vizemeister Rot-Weiss Essen. Das Trio an der Tabellenspitze, Fortuna Düsseldorf, RWE und die Elf vom Tivoli, distanzierten den Rest der Liga um Längen, es war eine Zweiklassenrunde. Drei Mannschaften kämpften um den Einzug in die BL-Aufstiegsrunde, die Mehrzahl um die langweiligen Plätze im Mittelfeld der Tabelle und der Rest um den Abstieg.
Vor dem vierten Anlauf, 1966/67, musste Aachen den Verlust von Leistungsträger Christian Breuer zum Bundesligisten Hannover 96 verkraften und vollzog zum 20. Januar 1967 auf dem Trainerposten den Wechsel weg von Hennes Hoffmann hin zu Michael Pfeiffer. Fünf Mannschaften lieferten sich einen ausgeglichenen Kampf um den Einzug in die Bundesligaaufstiegsrunde: Aachen, Schwarz-Weiss Essen, Arminia Bielefeld, VfL Bochum und Hamborn 07. Am Rundenende zogen Aachen als Meister und die Schwarz-Weißen vom Uhlenkrugstadion als Vizemeister in die Aufstiegsrunde ein. Von den Neuzugängen Hans-Jürgen Ferdinand, Rolf Pawellek und Peter Schöngen kam zwar keiner an die reife Klasse von Breuer heran, aber sie trugen ihren Teil zur Meisterschaft bei und waren auch in der erfolgreichen Aufstiegsrunde an der Seite von Hermandung, Martinelli und Glenski aktiv. Kickers Offenbach, der härteste Rivale in der Aufstiegsrunde, leistete sich am 18. Juni eine 3:4-Heimniederlage gegen den 1. FC Saarbrücken und vergab somit seine Aufstiegschance. Mit 12:4 Punkten erreichte Aachen das Ziel des Bundesligaaufstiegs.
Mit den Neuzugängen Horacio Troche, Juan Carlos Borteiro, Karl-Heinz Bechmann, Karl-Heinz Krott, Reinhold Straus und Wolfgang Klöckner ging der Aufsteiger die Herausforderung der Bundesliga im Sommer 1967 an. In den ersten zwei Spielen gegen Bayern München (0:4) und Borussia Dortmund (0:1) hatte man die Anpassung an die neue Liga noch nicht vollzogen, aber nach dem 2:1-Heimerfolg am dritten Spieltag gegen den Karlsruher SC war Alemannia in der Bundesliga angekommen. Die Hinrunde beendete der Aufsteiger mit 17:17 Punkten auf dem 12. Rang und in der Rückrunde folgte die identische Punkteausbeute, so dass die Mannschaft von Trainer Pfeiffer mit 34:34 Punkten am Rundenende den 11. Rang bekleidete und damit das Ziel des Klassenerhaltes gut bewerkstelligt hatte.

## Alemannia wird Vizemeister: 1968/69
Das Führungsgremium der Alemannia um Präsident Leo Führen versuchte vor dem zweiten Bundesligajahr 1968/69 durch leistungsstarke Neuzugänge die Qualität der Mannschaft von Trainer Pfeiffer deutlich anzuheben. Es wurden der umworbene Torhüter Werner Scholz, die zwei Internationalen Roger Claessen und Ion Ionescu, Jugendnationalspieler Hans-Josef Kapellmann und die zwei Ergänzungsspieler Werner Tenbruck und Werner Pöhler in die Kaiserstadt geholt. Durch die zusätzlich durchgeführte vierwöchige Südamerikareise im Juni/Juli 1968 mit Spielen gegen Cruzeiro Belo Horizonte, Flamengo Rio, Guarany Asuncion, Nacional Montevideo und Newells's Old Boys Rosario, welche nicht nur als unvergessliche Eindrücke den Strand der Copacabana, den Zuckerhut, den Corcovado und das Spiel im Maracanã mit sich brachten, sondern auch den Gemeinschaftsgeist der Mannschaft deutlich verbesserten, war eine weitere Stimulanz auf die neue Runde erfolgt. Das übrige brachte der erste Spieltag 1968/69 mit sich: Am 17. August führte der Bundesligaspielplan Aachen zum amtierenden deutschen Meister, den 1. FC Nürnberg. Meistermacher Max Merkel hatte mit seiner Personalpolitik schon vor der Runde für viel Betrieb beim Titelverteidiger gesorgt. Man war gespannt, ob sich die Meistermannschaft tatsächlich durch seine Ein- und Verkaufspolitik weiter verbessert hatte.
Trainer Pfeiffer trat in Nürnberg mit den Neuzugängen Scholz, Ionescu und Claessen in der Startformation an und der junge Kapellmann kam im Laufe der zweiten Halbzeit auch noch ins Spiel. Zum Mann des Tages wurde aber Rechtsaußen Heinz-Gerd Klostermann. Er wurde zum Alptraum für Club-Verteidiger Fritz Popp, insbesondere durch seine Schnelligkeit, und erzielte drei Tore. Der Brungs-Nachfolger Erich Beer ging leer aus und konnte noch nicht im Angriffszentrum überzeugen. Am zweiten Spieltag, den 24. August, setzte sich Aachen mit einem 4:2 im Heimspiel gegen Eintracht Frankfurt durch und die zwei Internationalen, Claessen und Ionescu, hatten je zwei Tore erzielt. Nach dem fünften Spieltag stand Aachen mit 8:2 Punkten auf dem 2. Tabellenplatz. Danach durchlief die Tivoli-Elf ein unerklärliches Tief und holte aus den nächsten fünf Spielen null Punkte und stand mit 8:12 Punkten auf dem 14. Platz. Da kam Unruhe im Verein, im Umfeld und in der Mannschaft auf, es wurde auch der Trainer in Frage gestellt. Da war es gut, dass die Mannschaft um Kapitän Jupp Martinelli aus den letzten drei Hinrundenspielen – FC Schalke 04 (4:1), 1. FC Köln (2:1), Hertha BSC (0:0) – fünf Punkte holte und die Hinrunde mit 16:18 Zählern abschloss.
In die Rückrunde startete die Mannschaft aus der Kaiserstadt im Januar 1969 mit einem 4:2-Heimerfolg gegen den 1. FC Nürnberg und setzte sich auch im folgenden Auswärtsspiel bei Eintracht Frankfurt mit 1:0 durch, womit sich die Elf von Trainer Pfeiffer mit 20:18 Punkten auf den 7. Rang vorgearbeitet hatte. Unerwartet folgte am 25. Januar eine 1:2-Heimniederlage gegen Kickers Offenbach, was dann aber mit 5:1 Punkten gegen Meiderich, Mönchengladbach und Hannover 96 wettgemacht werden konnte. Dieser Ablauf wiederholte sich dann durch die 1:3-Niederlage beim VfB Stuttgart und den 5:1 Punkten in den Spielen gegen Kaiserslautern, Bayern München und den Münchner „Löwen“. Im Nachhinein war das 1:1 Remis bei Bayern München am 22. März 1969 als besondere Leistung zu würdigen, der FC Bayern gewann unter Trainer Branko Zebec 1969 die erste Bundesligameisterschaft. Die Alemannia stand nach 28 Punktspielen mit 30:26 Punkten auf dem 7. Rang. Nach den zwei Niederlagen in Folge gegen Borussia Dortmund – die Borussen kämpften massiv gegen den Abstieg und benötigten jeden Punkt – und den FC Schalke 04 – „Königsblau“ holte in der Rückrunde unter Trainer Rudi Gutendorf mit 23:11 die meisten Punkte, schien für Aachen eine sehr gute Platzierung nicht mehr möglich.
Mit den zwei Erfolgen in den letzten zwei Bundesligaspielen gegen den 1. FC Köln (2:1) und dem 1:0-Auswärtserfolg am 7. Juni bei Hertha BSC schob sich die Pfeiffer-Elf mit 4:0 Punkten aber noch auf den 2. Rang und konnte die Vizemeisterschaft feiern. Der Konkurrenz aus Mönchengladbach und dem Hamburger SV glückten in diesem Zeitraum nur 1:3 Punkte und Braunschweig und der VfB Stuttgart mussten sich mit 2:2 Punkten begnügen. Der neue Vizemeister hatte mit 22:12 Punkten in der Rückrunde die Basis zur Vizemeisterschaft gelegt. Mit den Neuverpflichtungen hatte Aachen insgesamt voll ins Schwarze getroffen, die Leistungssteigerung gegenüber dem ersten Bundesligajahr von Hermandung (11 Tore) und Klostermann (12 Tore) war beachtlich und die Spielweise war immer auf Sieg gerichtet. Wenn es auch immer wieder mal eine Niederlage in der Rückrunde setzte, so gaben die Alemannen gleich im nächsten Spiel erneut Vollgas und holten die Punkte zurück. Nur sechs Unentschieden im ganzen Spieljahr zeugten von einer immer auf Sieg gerichteten Spielweise, die mitunter zu riskant war, aber auch oft genug belohnt wurde.
Der Stammformation hatten die Spieler Werner Scholz (30 Spiele), Josef Thelen (34), Erwin Hermandung (33), Rolf Pawellek (32), Erwin Hoffmann (30), Christoph Walter (31), Jupp Martinelli (28), Heinz-Gerd Klostermann (34), Roger Claessen (29), Ion Ionescu (24), Herbert Gronen (24, Jupp Kapellmann (21) und Karl-Heinz Sell mit 19 Spielen angehört. Die Torschützenliste führte Klostermann mit 12 Treffern vor Hermandung (11), Claessen (9) und Ionescu mit sieben Toren an.
Eine Besonderheit stellte die Situation des Pennälers Hans-Josef Kapellmann dar. Da sich „Jupp“, der ehemalige Jugend-Nationalspieler, am Städtischen Gymnasium in Herzogenrath auf das Abitur vorbereitete, hatte er sich bei Präsident Leo Führen einen besonderen Passus schwarz auf weiß in seinen Vertrag festhalten lassen: „Schule geht vor!“ Wenn die anderen Alemannen vor einem Heimspiel freitags ins Trainingslager fuhren, rückte der flinke Rechtsaußen erst nach dem morgendlichen Schulbesuch ein, hörte sich die taktischen Anweisungen seines Trainers Michael Pfeiffer an und machte anschließend seine Schularbeiten. Am Samstagmorgen drückte er dann wieder zunächst die Schulbank, um nachmittags den Tivoli zu erobern. Vor Auswärtspartien wartete am Samstagmittag der Flieger, um den jungen Himmelsstürmer zum Schrecken seiner teilweise ein Dutzend Lenze mehr zählenden Gegenspieler rechtzeitig einschweben zu lassen.

## Abstieg als Vizemeister: 1969/70
Das Aachener Präsidium hatte Trainer Pfeiffer im April 1969 mitgeteilt, dass sein auslaufender Trainervertrag nicht verlängert werden würde. Als Nachfolger wurde Ex-Nationalspieler Georg Stollenwerk zur neuen Runde nach Aachen geholt. Unter dem Ex-Kölner eröffnete der amtierende Vizemeister die Runde 1969/70 mit einem torlosen 0:0 am 16. August gegen München 1860, verlor mit 0:2 die Auswärtsspiele bei Rot-Weiss Essen und mit 1:2 bei Hertha BSC, ehe am 6. September mit einem 4:2-Heimerfolg der erste doppelte Punktgewinn gegen den VfB Stuttgart glückte. Es folgten 1:5 Punkte in den nächsten Spielen gegen den 1. FC Köln (0:3), Hannover 96 (1:1) und den Hamburger SV (1:4), ehe das Heimspiel am 11. Oktober gegen Rot-Weiß Oberhausen mit einem 2:0 den zweiten Rundenerfolg brachte. Aber es führte nicht die Wende herbei, der ersehnte Aufschwung blieb aus, es folgten umgehend 0:6 Punkte gegen Schalke 04 (0:3), Bayern München (1:3) und Borussia Mönchengladbach (1:5). Auf dem Bökelberg war man am 11. Rundenspieltag hoffnungsvoll mit 1:1 in die Halbzeit gegangen, in der zweiten Halbzeit setzte sich die Weisweiler-Truppe aber mit einem 5:1 gegen Aachen noch deutlich durch und übernahm mit 16:6 Punkten die Tabellenspitze. Aachen belegte mit 6:16 Zählern den 17. Rang und kämpfte eindeutig um den Klassenerhalt. In den nächsten Wochen konnte sich Stollenwerk mit seiner Mannschaft nicht mehr aus dieser Region lösen und als dann auch noch am 12. Dezember gegen das nur einen Punkt bessere Bremen im Heimspiel lediglich ein 0:0 zustande brachte, schrillten deutlich die Alarmglocken am Tivoli. Nach hitzigen und kontroversen Beratungen wurde am 16. Dezember der Trainervertrag von Georg Stollenwerk aufgelöst; mit 11:21 Punkten belegte Aachen den 17. Rang und hatte in 16 Spielen lediglich 17 Tore erzielt und 33 Gegentore hinnehmen müssen. Die Rivalen Bremen, Braunschweig, Hannover, Lautern, MSV Duisburg, Frankfurt und RW Essen waren aber noch in unmittelbarer Reichweite und der Kampf um den Abstieg war noch auf keinen Fall entschieden.
Jetzt passierte dem Präsidium aber ein wirklich gravierender Fehler: Man verpflichtete zur Alemannia Rettung Willibert Weth, welcher zwar 1965/66 bereits in der Regionalliga West für die Schwarz-Gelben als Trainer ausgeholfen hatte, aber kein ausgewiesener Cheftrainer für die Bundesliga war. Unter der Regie von Weth wurden noch ganze sechs Punkte an den Tivoli geholt und der Vizemeister des Vorjahres stieg kläglich mit 31:83 Toren und 17:51 Punkten in die Zweitklassigkeit ab. Bemerkenswert dabei auch die Auswärtsbilanz mit 0:18 Zählern zur Halbserie und 1:33 Punkten in der Endabrechnung.
In der Rundenchronik wird dazu notiert: Aachens Rückrunde war nicht nur schwach oder enttäuschend, sie war teilweise hochgradig peinlich. Wann genau der Abstieg letztlich besiegelt war, spielte keine Rolle mehr. Schon seit Beginn der Rückrunde hatte sich die Mannschaft aufgegeben, was auch die Zuschauer entsprechend quittierten. Zum einst so gefürchteten Tivoli kamen am Ende nur noch durchschnittlich 2 000 Zuschauer.
Die Ursachen für den Absturz in der Saison 1969/70 wurden aber bereits im Erfolgsjahr 1968/69 gelegt, als die Alemannia sich am Rundenende mit der Vizemeisterschaft schmücken konnte. Der Neuzugang des belgischen Stürmerstars Roger Claessen kostete die damalige Bundesliga-Rekordablösesumme von 300.000 Mark. Mit dieser Verpflichtung wurde der finanzielle Rahmen der Schwarz-Gelben gesprengt, was zu Querelen und Rücktritten innerhalb des Präsidiums führte. Die Investitionen – der rumänische Internationalen Ion Ionescu kam ja auch nicht ohne finanzielle Aufwendungen in die Kaiserstadt – sollten über mehrere Spielzeiten abgezahlt werden, doch wie sich zeigen sollte, gelang dieses Vorhaben nur im ersten Jahr. Mit dem Erreichen der Vizemeisterschaft schien der gewaltige finanzielle Aufwand sich gelohnt zu haben. Schien, denn seit jenem Moment wird alles mit Zins und Zinseszins zurückgezahlt. Und das bis zum heutigen Tag! Der finanzielle Druck wirkte sich 1969/70 auch auf den sportlichen Verlauf aus. Man ging die Runde nach der Vizemeisterschaft mit neuem Trainer an, aber durch die finanzielle Bedrängnis auch fast ohne Neuzugänge, auf jeden Fall ohne leistungsstarke Spieler die tatsächlich als Verstärkung hätten gelten können. Das Präsidium legte sich auf Ex-Nationalspieler Georg Stollenwerk als neuen Trainer fest; der Mann aus Düren hatte seine erfolgreiche Spielerkarriere beim 1. FC Köln verbracht, ausgerechnet dem Verein, dem man unterstellte, mitverantwortlich bei der Nichtberücksichtigung bei der Bundesligagründung 1963 gewesen zu sein. Der WM-Teilnehmer 1958 in Schweden hatte also eine schwere Bürde zu bewältigen: Erstens ersetzte er die Aachener Spielerlegende Pfeiffer, den Aufstiegstrainer und den Coach des Vizemeisters. Dazu gesellte sich seine Erfolgskarriere bei den unbeliebten „Geißböcken“ und sportlich kam dazu, dass durch die Finanznot auf dem Spielermarkt keine Aktivität erfolgen konnte, die dem Spielerkader nötige Belebung und Konkurrenz zugeführt hätte. Der Vizemeister ging mit den Neuzugängen Siegfried Frank (BV Opladen), Heinz Kulik, Heinz Liermann, Jürgen Walbeck (eigene Amateure) in die Saison 1969/70, alle aus dem mittelrheinischen Amateurlager. Die Amateure von Alemannia Aachen hatten 1968/69 in der Landesliga Mittelrhein, Staffel 2 gespielt und den 2. Platz belegt; der BV 01 Opladen hatte der Bezirksklasse Mittelrhein, Staffel 2 angehört und war auf dem 11. Rang gelandet. Eine weitere Bürde war, dass Stollenwerk den Versuch unternahm, aus der kämpferischen Alemannia eine spielerisch akzentuierte Mannschaft zu formen; dieses Vorhaben scheiterte massiv.
Am Leistungsrückgang gleich mehrerer Schlüsselspieler des Vizemeisterjahres konnte man aber dem neuen Trainer auf keinen Fall die alleinige Schuld zuschreiben. Flügelsprinter Heinz-Gerd Klostermann konnte verletzungsbedingt überhaupt kein Pflichtspiel bestreiten und hatte im Vorjahr dagegen alle 34 Rundenspiele absolviert und immerhin 12 Tore für die Alemannia erzielt, die meisten der Tivolimannschaft. Dass der kantige und äußerst kopfballstarke Defensivspezialist Erwin Hermandung nochmals elf Tore beisteuern würde, das war mehr wie unwahrscheinlich; seine vier Tore 1969/70 waren für die Bundesliga eine gute Marke, welche von der Mehrzahl der Defensivakteure nicht erreicht wurde. Bei den spieltragenden und Linie gebenden Leistungsträgern Erwin Hoffmann und vor allem Jupp Martinelli war das Alter zu berücksichtigen und spielte die lange Spielerkarriere eine nicht zu leugnende Rolle; für Martinelli war 1969/70 seine 16 Saison in der 1. Mannschaft der Alemannia angebrochen. Mit noch soviel Routine und immer noch vorhandenem Können, der Zenit der Leistung war einfach überschritten.
Ganz andere, aber schwerwiegende Gründe für die Alemannia, lagen bei Claessen und Ionescu zu ihrem Formrückgang zu Grunde. Lutz Küpper hat dazu in der Grüne-Zusammenstellung über Alemannia notiert: „Alemannias Stars hatten anderes zu tun, als mit den Schwarz-Gelben um den Klassenerhalt zu kämpfen.[...] Während Claessen als Dressman, Barbesucher und einsamer verlassener Liebhaber in allen Zeitungen zu finden war, und Ionescu einen Trainerlehrgang absolvierte, war die Mannschaft in die unteren Tabellenhälfte abgerutscht.“ Passend zur Küppers-Aussage auch der Beitrag im Buch zur „50 Jahre Bundesliga“ von Daniel Stolpe: „Aus Liebeskummer wollte Aachens Belgier Roger Claessen sich im Frühjahr 1970 der Fremdenlegion anschließen und im Biafra-Krieg als Söldner dienen. Er schwänzte das Training, plante seine Flucht, dann folgte das Happy End; seine Angebetete heiratete Claessen schließlich doch, aber von Aachen gab es statt eines Geschenkes zur Hochzeit nur 3.000 D-Mark Geldstrafe.“ Die Rundenbilanz des ehemaligen belgischen Hoffnungsträgers war mit 15 Ligaeinsätzen und zwei Toren mehr als bescheiden, damit konnte man den Abstieg nicht abwehren.